# 科爾多瓦市

科爾多瓦市（西班牙語：Municipio Córdoba），是委內瑞拉的一個市，位於該國西南部塔奇拉州，首府設於聖安娜德爾塔奇拉，面積619平方公里，2011年人口35,374，人口密度每平方公里42.7人。